# Aleksander Kreek
Aleksander Kreek (21. července 1914 Lihula — 19. srpna 1977 Toronto) byl estonský koulař, mistr Evropy z roku 1938.
Nejúspěšnější sezónou pro něj byl rok 1938 – stal se v Paříži mistrem Evropy ve vrhu koulí. Jeho nejlepší osobní výkon v této disciplíně byl 16,40 m. Po sovětské okupaci Estonska v roce 1940 uprchl do Švédska. Později emigroval do Kanady, kde také zemřel. Jeho vnuk Adam Kreek se v roce 2008 stal olympijským vítězem ve veslování.